# Seznam italijanskih alpinistov
Seznam italijanskih alpinistov.

## A
- Armando Aste

## B
- Jacques Balmat
- Roman(o) Benet
- Walter Bonatti

## C
- Riccardo Cassin (1909 - 2009)
- Lucijan Cergol (1957 - 1987)
- Emilio Comici
- Achille Compagnoni
- Guido Corsi

## D
- Ardito Desio (1897-2001)
- Marco De Gasperi (gorski tekač)

## F
- Arturo Ferrucci

## J
- Dušan Jelinčič

## L
- Lino Lacedelli

## M
- Giovanni in Olinto Marinelli
- Carlo Mauri
- Nives Meroi
- Guenther Messner (južni Tirolec)
- Reinhold Messner (južni Tirolec)
- Simone Moro

## S
- Quintino Sella
- Carlo Semenza
- Borut Spacal ?

## T
- Luis Trenker (južni Tirolec)

## V
- Luca Vuerich